# Råderum
Det finanspolitiske råderum (sommetider omtalt som "det økonomiske råderum") er et særligt dansk finanspolitisk begreb, som Finansministeriet i Danmark bruger som et mål for det beløb, der er til rådighed indenfor en mellemfristet (dvs. 5-10 års) tidshorisont for politiske initiativer som større offentligt forbrug, højere indkomstoverførsler til borgerne eller skattelettelser. 
I de seneste år har beregningen taget udgangspunkt i en antagelse om, at det offentlige forbrug holder sig på et konstant niveau og dermed ikke tilpasser sig udviklingen i befolkningen og samfundets almindelige økonomiske velstand (det såkaldte fulde demografiske træk) - en beregningsmæssig forudsætning, som nogle danske fagøkonomer anser som kontroversiel, da beregningen dermed kan give indtryk af et større overskud i statsbudgettet, end der er dækning for. 

## Historie
Ordet råderum er almindeligt anvendt i den generelle betydning af "mulighed for at udfolde sig og handle", og det er også i flere årtier blevet brugt i økonomiske sammenhænge. Den Danske Ordbog nævner således citatet "Det råderum, der er i økonomien, skal bruges så målrettet som muligt til investering, privat og offentligt" fra en tale i Folketinget i 1992.
I 00'erne blev begrebet finanspolitisk holdbarhed et nøglebegreb i diskussionerne om de langsigtede finanspolitiske udfordringer for Danmark i takt med, at befolkningen ændres, og især at andelen af ældre forventes at stige kraftigt i de kommende årtier. Velfærdskommissionen blev nedsat for at udarbejde løsningsforslag til udfordringerne, og senere blev velfærdsforliget i 2006 og tilbagetrækningsaftalen i 2011 vedtaget. Begge politiske forlig skulle forbedre den finanspolitiske holdbarhed. I disse år blev begrebet finanspolitisk råderum brugt til at beskrive, hvor meget man kunne lempe de offentlige finanser med, givet at man skulle ende med en finanspolitik, der fortsat var holdbar. Beregningen af råderummet hang således snævert sammen med holdbarhedsindikatoren, der bygger på en meget langsigtet finanspolitisk fremskrivning, der går adskillige årtier frem for at kunne belyse konsekvenserne af den langsigtede demografiske udvikling.
I et notat fra 2007 med titlen "Finanspolitisk råderum" skrev Finansministeriet således: "Begrebet finanspolitisk råderum skal ses i sammenhæng med begrebet finanspolitisk holdbarhed ... Finanspolitisk holdbarhed indebærer, at de offentlige finanser skal være i så god stand, at vi kan finansiere de merudgifter til bl.a. sundhed, pleje og pension, som følger af, at vi fremover bliver stadig flere ældre - vel at mærke uden at forøge beskatningen eller reducere væksten i de offentlige udgifter på andre områder ..."  
I maj 2017 offentliggjorde den daværende regering en ny 2025-plan med titlen "Vækst og velstand 2025". Her redegjorde man for beregningen af råderummet, hvor der blev taget udgangspunkt i et forløb med nulvækst i det offentlige forbrug.

## Beregning
Beregningen af råderummet tager udgangspunkt i den mellemfristede fremskrivning af Danmarks økonomi og offentlige finanser, som i mange år har været et af de centrale redskaber i den danske regerings økonomiske politik. Den mellemfristede fremskrivning går 5-10 år frem i tiden. Ca. hvert femte år forlænges den mellemfristede fremskrivning med fem år, så den får et nyt slutår. Siden 2016 har den mellemfristede fremskrivning haft 2025 som slutår.
Råderummet i 2025 beregnes så som den stigning i det offentlige forbrug, der ifølge regeringens beregninger er råd til i 2025 i forhold til i dag, hvis den offentlige saldo skal være i balance (altså hverken udvise underskud eller overskud) i 2025. Det vil sige, at beregningen af råderummet tager udgangspunkt i et hypotetisk forløb, hvor der ingen vækst er i det offentlige forbrug i nogen af årene frem mod det mellemfristede slutår, og beregner råderummet i forhold til dette hypotetiske forløb. Normalt regner man med, at det offentlige forbrug vokser over tid, dels fordi befolkningen vokser og det medfører forventninger til flere skoleklasser, sygehus- og plejehjemspladser osv., og dels fordi den almindelige velstand vokser i økonomien. Hvis den offentlige service skal holde trit med væksten i det private forbrug, vil det også medføre en stigning i de offentlige forbrugsudgifter over tid i takt med den almindelige velstandsstigning (økonomiske vækst) i samfundet.
Det opgjorte råderum ændres dermed løbende. Dels vil det ændre sig i takt med, at politikerne træffer beslutning om at udmønte råderummet i form af konkrete beslutninger, der skal finansieres, og dels vil det ændre sig, hvis de beregningsforudsætninger, som ligger bag Finansministeriets mellemfristede fremskrivning, ændres. Det sidstnævnte er jævnligt tilfældet, da Finansministeriet rutinemæssigt opdaterer sine mellemfristede fremskrivninger flere gange årligt. Der offentliggøres således normalt en ny fremskrivning i april hvert år i forbindelse med udarbejdelsen af Danmarks årlige konvergensprogram og yderligere en fremskrivning i august i forbindelse med fremlæggelse af det årlige forslag til finanslov. Råderummet ændres også, hver gang man skifter udgangsår - forudsat, at det offentlige forbrug har opnået et højere niveau i det nye udgangsår end i det gamle. 
I Danmarks konvergensprogram 2019 blev det finanspolitiske råderum opgjort til 24½ mia. kr. frem mod 2025. Konvergensprogrammet indeholdt også en redegørelse for de vigtigste årsager til ændringen i det beregnede råderum siden august 2018.

## Diskussion om begrebet
De to tidligere overvismænd, økonomiprofessorerne Peter Birch Sørensen og Hans Jørgen Whitta-Jacobsen har fremført, at betegnelsen "råderum" er problematisk for den konkrete beregning, fordi den antyder, at der er tale om en slags overskud i statsbudgettet, som man kan bruge af, efter at alt er betalt. Det er efter deres opfattelse forkert, fordi det nævnte regnestykke ikke tager højde for, at der er behov for løbende stigninger i det offentlige forbrug, hvis det offentlige serviceniveau fortsat skal opleves som blot lige så god som i dag. Det skyldes dels demografien, fordi der hvert år bliver flere danskere, og især flere af de danskere, der har størst behov for service, ikke mindst ældre. Og dels den almindelige velstandsudvikling, der finder sted som følge af den økonomiske vækst. Den første årsag kaldes "det rene demografiske træk", og summen af begge årsager kaldes "det fulde demografiske træk". Hvis det offentlige forbrug skal følge det fulde demografiske træk, altså både stige i takt med demografien og med den almindelige velstandsudvikling, skal det stige med ca. 1,1 pct. årligt frem til 2025 ifølge Finansministeriets vurdering.
Sammen med en tredje tidligere overvismand, professor Torben M. Andersen, advarede de to professorer i 2016 før fremlæggelsen af den daværende regerings 2025-plan mod at beregne råderummet ud fra en antagelse om nulvækst i det offentlige forbrug i stedet for som tidligere at tage udgangspunkt i en beregning, hvor udgifterne til det offentlige forbrug antages at blive fremskrevet med det fulde demografiske træk. Ifølge de tre økonomer var en sådan beregning udtryk for kreativ bogføring, der ville kunne sætte troværdigheden af Danmarks finanspolitik over styr.